# Engelbert Endrass
Engelbert Endrass (en alemany Engelbert Endraß) (2 de març de 1911 - 21 de desembre de 1941) va ser un comandant d'U-Boot alemany durant la Segona Guerra Mundial.
Començà la seva carrera naval a l'abril de 1935. Després d'uns mesos al creuer Deutschland i en alguns vaixells d'escorta, a l'octubre de 1937 va ser destinat a la flota submarina. Al desembre de 1938 s'incorporà a la tripulació del U-47 com a Leutnant zur See, sent el primer oficial vigia quan Günther Prien va realitzar el seu famós atac a la base naval britànica de Scapa Flow i enfonsà el HMS Royal Oak. El famós emblema del toro rebufant sobre la torreta de l'U-47 va ser pintat per Endrass abans de tornar a port.
Endrass continuà a l'"U-47" fins al desembre de 1939, quan l'abandonà per seguir uns cursos, després dels quals passà a comandar el U-46 al maig de 1940, rellevant a Herbert Sohler. Endrass va aconseguir èxits immediatament, enfonsant 5 vaixells, entre ells el creuer auxiliar britànic HMS Carinthia. Els seus èxits continuaren durant la seva segona patrulla, en la que enfonsà 5 vaixells més, incloent un altre creuer auxiliar, el HMS Dunvegan Castle, tot i que el seu periscopi principal resultà danyat. Després de tornar a port rebé la Creu de Cavaller de la Creu de Ferro. Cinc patrulles després hi afegiria les Fulles de Roure.
El setembre del 1941 abandonà l'"U-46", i un mes després prengué el comandament del U-567. Va morir durant la seva segona patrulla, el U-567, quan va ser enfonsat amb tota la seva tripulació a causa de les càrregues de profunditat de la balandra britànica HMS Deptford i de la corbeta HMS Samphire al nord-est de les Açores.

## Dates de promoció
- Offiziersanwärter: 26 de gener de 1933
- Fähnrich zur See: 1 de juliol de 1935
- Oberfähnrich zur See: 1 de gener de 1937
- Leutnant zur See: 1 d'abril de 1937
- Oberleutnant zur See: 20 d'abril de 1939
- Kapitänleutnant: 2 de juliol de 1941

## Condecoracions
Creu de Cavaller de la Creu de Ferro amb Fulles de Roure
 Creu de Cavaller – 5 de setembre de 1940
 Fulles de Roure – 10 de juny de 1941
 Creu de Ferro de 1a Classe – 17 d'octubre de 1939
 Creu de Ferro de 2a Classe – 25 de setembre de 1939
 Creu Espanyola – 6 de juny de 1939
 Insígnia de Guerra dels Submarins 1939 – 19 de desembre de 1939
Insígnia de Guerra dels Submarins amb Diamants – 18 de juliol de 1941
 Medalla dels 4 anys de Servei